# Роделиус, Ханс-Йоахим
Ханс-Йоахим Роделиус (нем. Hans-Joachim Roedelius, 26 октября 1934 года, Берлин, Германия) — немецкий электронный музыкант и композитор, наиболее известный как участник и основатель влиятельных групп в жанре "kosmische" Cluster и Harmonia. Он также выступал в составе эмбиент-джазового трио Aquarello и выпустил несколько сольных студийных альбомов.

## Биография

### Рождение и первые годы жизни
Роделиус родился 26 октября 1934 года в Берлине в семье дантиста. Он был невольным членом Юнгфолька в Гитлерюгенде, членство в котором было обязательным для всех мальчиков с десятилетнего возраста, и снялся в нескольких пропагандистских фильмах («Отзвучавшая Мелодия» Виктора Туржанского в 1938 году; «Верхом на Германию» Артура Марии Рабенальта в 1941 году). Роделиус и его мать Гертруда были эвакуированы из Берлина в маленькую деревушку в Восточной Пруссии. В своей книге «Future Days: Krautrock and the Building of Modern Germany» (с англ. — «Дни Будущего: Краутрок и Строительство Современной Германии») Дэвид Стаббс пишет, что «последствия войны были самыми тяжёлыми для семьи Роделиусов», у которой «не было достаточно средств на жизнь, но чуть больше, чем нужно, чтобы умереть». После войны он отсидел два года в тюрьме, когда попытался дезертировать из Восточной Германии. Прежде чем ему удалось сбежать через границу в Западный Берлин в 1961 году, он работал физиотерапевтом и массажистом. Вскоре после этого он бросил свою дневную работу, чтобы продолжить музыкальную карьеру.

### Kluster, Cluster и Harmonia
В 1968 году Роделиус стал соучредителем музыкальной коммуны, известной как «Human Being», и совместно с художником-концептуалистом Конрадом Шнитцлером основал Zodiak Free Arts Lab, центр берлинской андеграундной культуры того времени. Он познакомился с Дитером Мёбиусом в "Zodiak". В 1969 году Роделиус, Шнитцлер и Мёбиус основали Kluster. В 1971 году Шнитцлер покинул группу, чтобы начать продолжительную сольную карьеру, а Мёбиус и Роделиус англизировали название группы до Cluster. Сначала они подписали контракт с Philips, а затем с Brain.
В 1973 году Роделиус и Мёбиус работали с гитаристом группы Neu! Михаэлем Ротером под псевдонимом Harmonia. «Musik Von Harmonia» был выпущен в рамках масштабной рекламной кампании Brain. Harmonia выпустили ещё один альбом, «Deluxe» в 1975 году. Ротер также выступил сопродюсером альбома Cluster 1974 года «Zuckerzeit». Британский музыкант Брайан Ино, поклонник как Cluster, так и Harmonia, присоединился к ним для нескольких джемов, результат которых был выпущен в 1997 году под названием «Tracks and Traces». Ротер покинул Harmonia, чтобы продолжить свою сольную карьеру, а Cluster вернулись в студию для записи альбома «Sowiesoso», который был выпущен на лейбле Sky Records. Брайан Ино позже работал с Cluster над двумя альбомами: "Cluster & Eno" 1977 года и "After the Heat" 1978 года, последний из которых привлёк к группе большое внимание британской музыкальной прессы. Следующий альбом Cluster, спродюсированный бывшим участником Tangerine Dream Петером Бауманом "Großes Wasser", расширил музыкальное наследие Cluster до более объёмной формы.

### Сольная карьера
Сольная карьера Роделиуса началась с «Durch die Wüste» в 1978 году, а затем «Jardin Au Fou» в 1979 году. Первая из длинной серии «Selbstportrait» была выпущена в 1979 году и представляла собой материал, созданный помимо его работы с Cluster и Harmonia, без участия его коллег. В основном записанные на простом двухдорожечном оборудовании, «Selbstportrait» составляют основу ранних сольных записей Роделиуса. Покинув Sky в 1982 году, его творчество приобрело более нью-эйджэвый стиль, когда он подписал контракт с суб-лейблом Virgin Venture. В этот период был выпущен его самый продаваемый сольный альбом «Geschenk des Augenblicks — Gift of the Moment» 1984 года.
В 1989 году он был уволен из Venture и начал выпускаться на множестве небольших лейблов. «Sinfonia Contempora No. 2: La Nordica (Salz Des Nordens)» была выпущена в 1996 году. Также в этот период был выпущен «Selbstportrait VI: The Diary of the Unforgotten», первый из современных «Selbstportraits». Теперь, вместо того чтобы просто ремастировать записи семидесятых, Роделиус играл поверх их.
Тем временем Cluster был реформирован. Альбом «Apropos Cluster» 1990-х годов стал обновлением для группы, являясь произведением авангардного техно, не отличающимся по стилю от «Großes Wasser». В 1995 году дуэт выпустил альбом «One Hour», а в 1996 году Cluster отправились в два международных тура, один по Японии, другой по Америке.

### 21ый век
Рубеж веков стал самым продуктивным годом для Роделиуса: в период с 2000 по 2001 год было выпущено не менее восьми альбомов. Переиздавая серию «Selbstportrait» в седьмой раз в 2000 году, Роделиус впервые сочинил совершенно новые треки на «Selfportrait VII: dem Wind voran — ahead of the wind». В новом тысячелетии Роделиус также начал работать с другими, обычно более молодыми музыкантами, чем он делал с конца восьмидесятых.
Cluster вновь воссоединился в 2007 году. В 2009 году был выпущен альбом «Qua», финальный альбом дуэта. В ноябре 2010 года было объявлено, что Cluster распался в третий раз. В официальном объявлении распад был описан как уход Мёбиуса из группы. Вслед за этой новостью Роделиус объявил, что начинает новый проект под названием Qluster, который станет продолжением Cluster и Kluster. Группа состоит из Роделиуса и опытного электронного музыканта Оннена Бока с третьим участником Армином Мецем и выпустила трилогию, состоящую из «Rufen», «Fragen» и «Antworten» (с нем. — «Звонить, Спрашивать и Отвечать») в 2011 году.
Его автобиография, The Book – The Autobiography of Hans-Joachim Roedelius была опубликована в 2018 году.
В марте 2021 года Роделиус запустил свой официальный сайт, а в апреле он провёл свой первый бесплатный концерт-сюрприз в прямом эфире на YouTube.